# クリストファー・ストリート-ストーンウォール駅
クリストファー・ストリート-ストーンウォール駅 (英語: Christopher Street–Stonewall) はマンハッタン区グリニッジ・ヴィレッジのクリストファー・ストリートと7番街南の交差点に位置するニューヨーク市地下鉄IRTブロードウェイ-7番街線の駅である。1系統が終日、2系統が深夜のみ停車する。

## 駅構造
| G                  | 地上階                         | 出入口 |
| P プラットホーム階 | 相対式ホーム、右側のドアが開く | 相対式ホーム、右側のドアが開く                                                                                          |
| P プラットホーム階 | 北行緩行線                     | ← ヴァン・コートラント・パーク-242丁目駅行き（14丁目駅） ← 深夜帯：ウェイクフィールド-241丁目駅行き（14丁目駅）         |
| P プラットホーム階 | 北行急行線                     | ← 通過 |
| P プラットホーム階 | 南行急行線                     | → 通過 → |
| P プラットホーム階 | 南行緩行線                     | → サウス・フェリー駅行き（ハウストン・ストリート駅）→ 深夜帯：ブルックリン・カレッジ駅行き（ハウストン・ストリート駅）→ |
| P プラットホーム階 | 相対式ホーム、右側のドアが開く | |

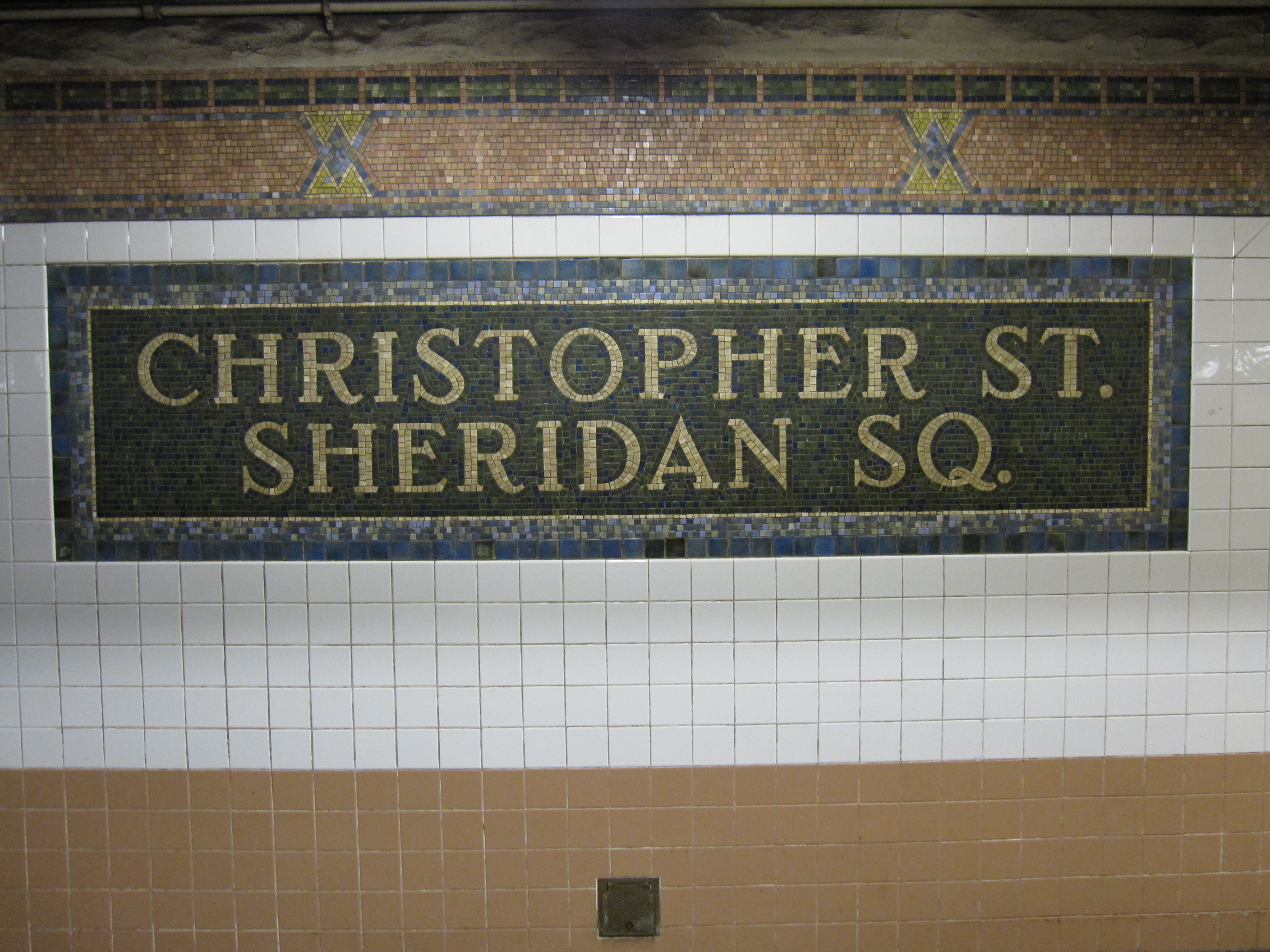
駅名標

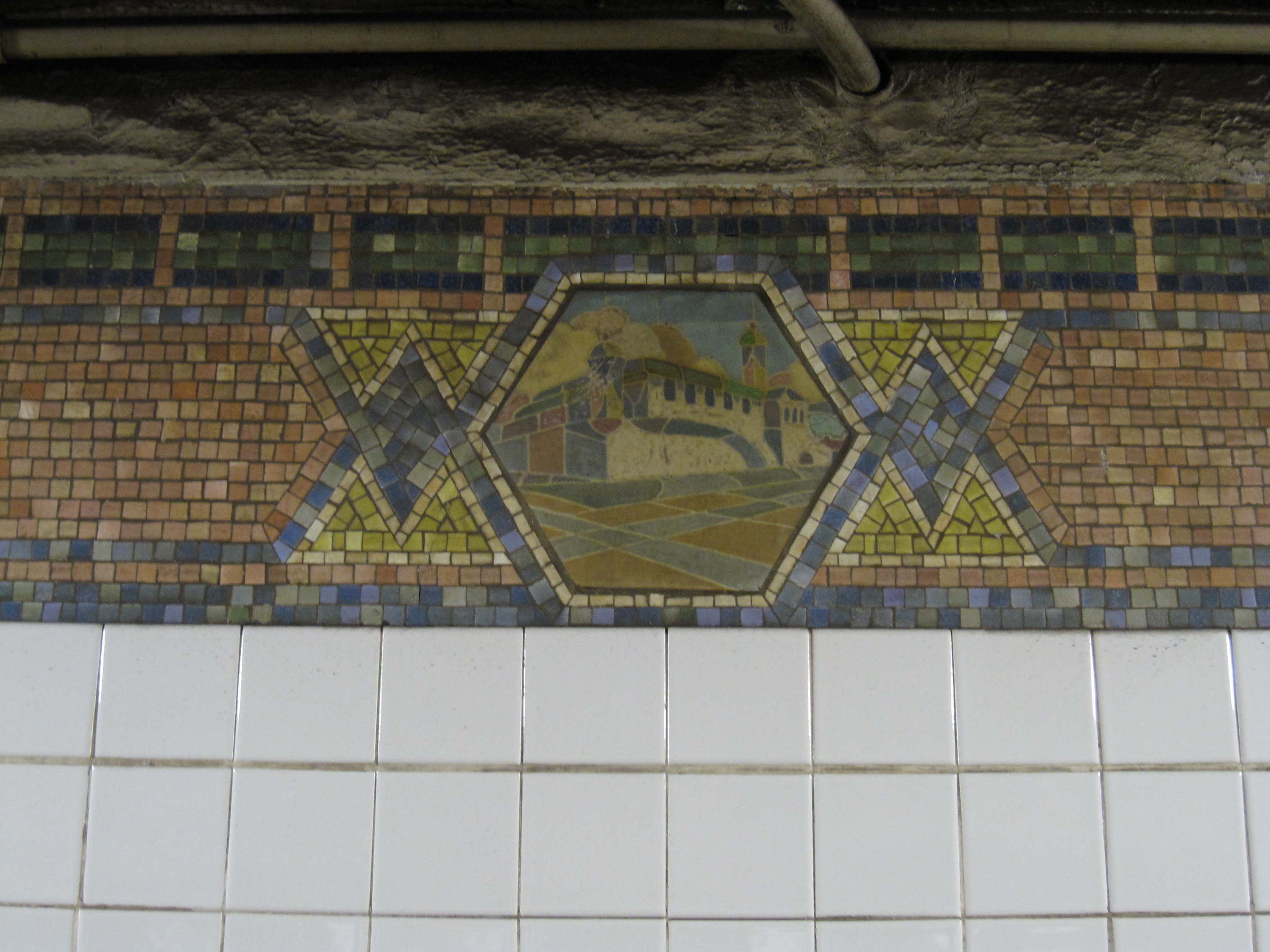
西10丁目の旧州刑務所を描いたアートワーク

駅は1918年7月1日、ブロードウェイ-7番街線が34丁目-ペン・ステーション駅からサウス・フェリー・ループス駅およびウォール・ストリート駅まで延伸した際にクリストファー・ストリート-シェリダン・スクエア駅 (Christopher Street–Sheridan Square) として開業した。2024年6月28日に現駅名に改称されている。相対式ホーム2面と緩行線2線・急行線2線を有した2面4線の地下駅で、中央の急行線は深夜帯以外に2系統が及び3系統が通過している。
駅には1994年にLee Brozgolとパプリック・スクール41の学生達が製作した『Greenwich Village Murals』が飾られている。これは南北ホームに飾られたグリニッジ・ヴィレッジの歴史を描いた12の絵画から構成されており、絵画ごとに"Bohemians"や"Rebels"、"Founders"や"Providers"といった題名が付けられている。
1981年、MTAは地下鉄内で最も老朽化した69駅の中に当駅を挙げている。

### 出入口
改札はホーム階中央にあり、現在開放されているホーム間連絡通路はない。南北改札口に回転式改札機ときっぷ売り場があり、北行改札口からはクリストファー・ストリートと7番街南の交差点南東、シェリダン・スクエアへ階段が1つ、南行改札口からは同交差点北西・南西にそれぞれ2つずつ階段が接続している。

## 映像

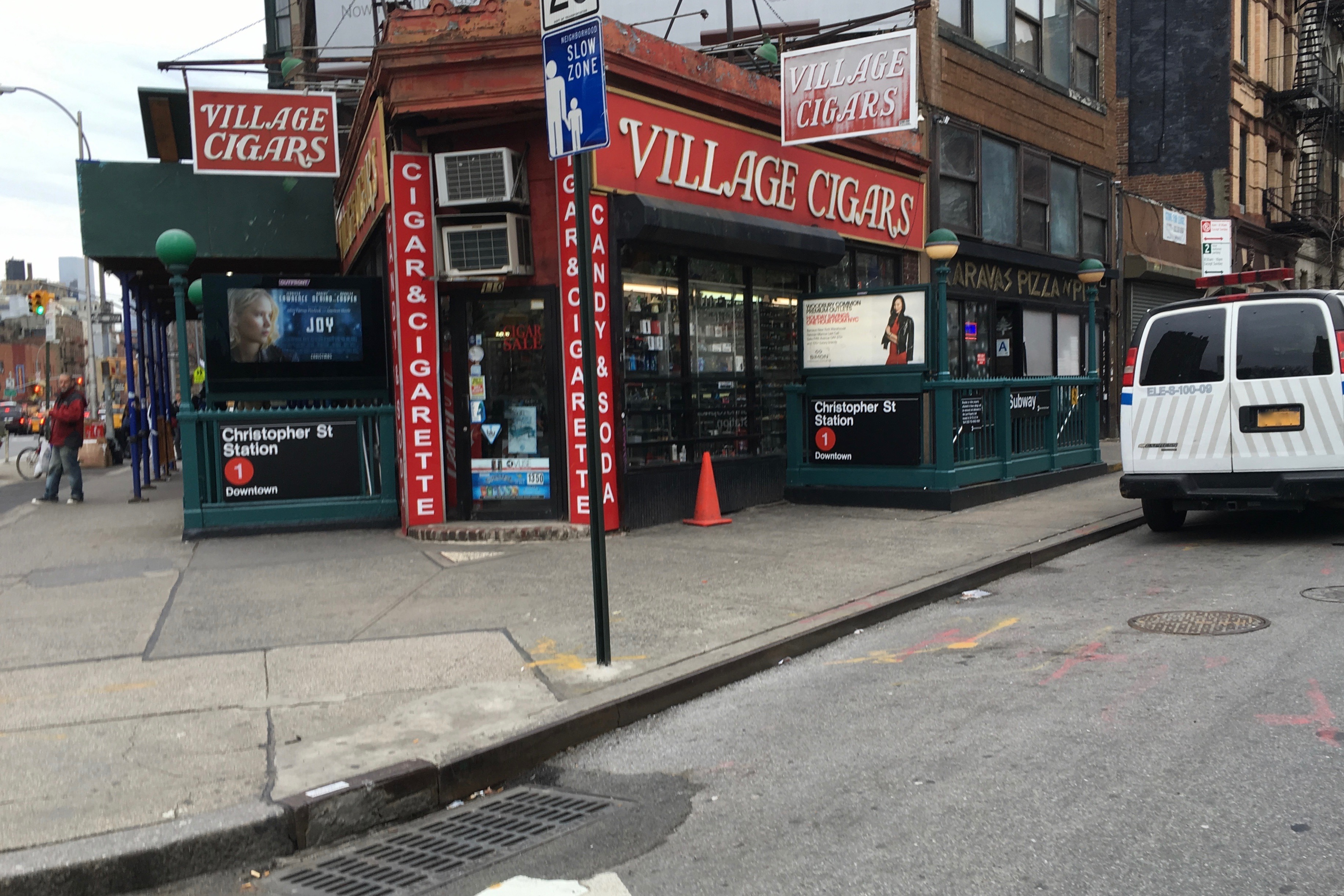
南行ホームへの階段

1988年公開の映画『再会の街/ブライトライツ・ビッグシティ』（原題：Bright Lights, Big City）ではマイケル・J・フォックスが自身の兄弟から逃げている途中に当駅で電車に飛び乗っている。
テレビドラマ『フレンズ』（原題：Friends）のシーズン2 エピソード5では撮影が駅の改装工事中に行われたため駅が閉鎖されているように描かれている。
1997年にリリースされたデヴィッド・ボウイの19枚目のスタジオ・アルバムである『アースリング』に収録されている『アイム・アフレイド・オブ・アメリカンズ』（原題：I'm Afraid of Americans）では、映像に当駅が写っているシーンがある。
1999年のコメディ映画『ビッグ・ダディ』（原題：Big Daddy）ではアダム・サンドラーとその息子、友人が当駅の外に居るシーンがある。
2003年にリリースされたスティーリー・ダンの9枚目のアルバム『エヴリシング・マスト・ゴー』に収録されている楽曲『ピクセリーン』（原題：Pixeleen）は地下鉄の駅を暗示している。